# قانون الحصانة القضائية (الدولة البهلوية)
قانون الحصانة القضائیة هو قانون صادق علیه البرلمان الإيراني السابق في الدولة البهلوية أو ما كان يعرف بـمجلس الشورى الوطني في خريف عام 1343 هـ. ش / 1964 ميلادي، يكون على أساسها العسكريون الأمريكیون وأسرهم في إيران متمتعين بالحصانة القضائية. إذ طبقاً لهذا القانون أصبح جميع المستشارين الأمريكیین العاملين في الجيش في مأمن من الملاحقة القضائية مهما ارتكبوا من جرائم لابد أن يحاسب عليها القانون.
يشار إلى أن وزارة الدفاع الأمريكية، كانت من قبل ذلك قد وجهت ضغوطاً على إيران لإتخاذ مثل هذا القانون، الذي کان يمنع محاسبة ومحاكمة الأمريكیین في المحاكم الإيرانية.